# Saint-Rémy (Calvados)
 Saint-Rémy (auch Saint-Rémy-sur-Orne) ist eine französische Gemeinde mit 982 Einwohnern (Stand 1. Januar 2022) im Département Calvados in der Region Normandie; sie gehört zum Arrondissement Caen und zum Kanton Le Hom.
Saint-Rémy liegt 30 Kilometer südlich von Caen im Hügelland der Normannischen Schweiz. Die Gemeinde entstand in ihrer heutigen Form 1827 aus der Zusammenlegung von Saint-Rémy und La Mousse.

## Bevölkerungsentwicklung
| Jahr      | 1962 | 1968 | 1975 | 1982 | 1990 | 1999 | 2007 | 2019 |
| Einwohner | 1075 | 981  | 1012 | 969  | 993  | 1066 | 1077 | 988  |

## Sehenswürdigkeiten
- Musée des Fosses d’enfer (Geschichte des Bergbaus und der Geologie)
- Schloss La Maroisière (18. Jahrhundert)
- Kirche Saint-Rémy (12. Jahrhundert, Monument historique)
- Kirche Saint-Mathieu in La Mousse (11. Jahrhundert), wurde während der Französischen Revolution zerstört